# Tonči Valčić
Tonči Valčić (Zadar, 9. lipnja 1978.), bivši hrvatski rukometaš i nekadašnji član hrvatske rukometne reprezentacije. Igrao je na poziciji lijevog vanjskog i srednjeg vanjskog. 

Stariji je brat Josipa Valčića, također bivšeg hrvatskog rukometaša i reprezentativca.